# Sensor CMOS

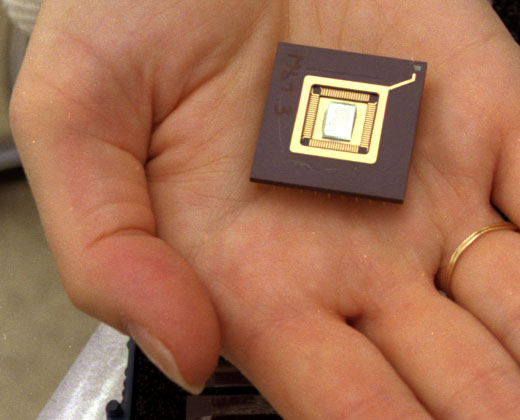
Un dels primers CMOS-APS, desenvolupat per la NASA.

Un sensor CMOS o Active Pixel Sensor (APS) és un sensor d'imatge que detecta la llum mitjançant la tecnologia CMOS i per això més conegut com a sensor CMOS. Gràcies a la tecnologia CMOS és possible integrar més funcions en un xip sensor, com ara control de lluminositat, corrector de contrast, o un convertidor analògic-digital.

## Principi de funcionament
L'APS, igual que el sensor CCD, es basa en l'efecte fotoelèctric. Està format per nombrosos fotodíode, un per a cada píxel, que produeixen un corrent elèctric que varia en funció de la intensitat de llum rebuda. Al CMOS, a diferència del CCD s'incorpora un amplificador del senyal elèctric en cada fotodíode i és normal incloure el convertidor digital en el mateix xip. En un CCD s'ha d'enviar el senyal elèctric produït per cada fotodíode a l'exterior i des d'allà amplificar-la i convertir-la.
L'avantatge és que l'electrònica pot llegir directament el senyal de cada píxel i amb això se soluciona el problema conegut com a blooming, en què la recepció d'una gran intensitat lumínica en un punt influeix en els píxels adjacents (una brillantor forta produeix línies blanques a la imatge). El desavantatge és que entre els receptors de llum (fotodíodes) es troba molta electrònica que no és sensible a la llum, el que implica que no pugui captar tanta llum en una mateixa superfície del xip. La solució al problema vi no només per una major densitat d'integració, de manera que l'electrònica no sensible es reduïa a mida, sinó per l'aplicació de microlents que a manera de lupa concentren la llum de cada cel en el seu fotodíode.

Filtre Bayer utilitzat en nombroses càmeres digitals

Com que no es podia arribar a la densitat d'integració necessària per a competir amb el CCD, aquesta tecnologia no va sobresortir durant els anys setanta, vuitanta i fins a mitjans dels noranta.
Igual que passa amb el CCD, els fotodíodes capten únicament intensitat lumínica, per al que se sol emprar un filtre conegut com a màscara de Bayer per a la distinció dels colors. Mitjançant aquesta màscara uns fotodíodes tenen un filtre per recollir només la llum vermella, altres per la verda i altres per al blau.

## Comparació amb altres sensors
Segons els fabricants de CCD, els sensors CMOS tenen un elevat soroll de patró fix (FPN, en anglès, soroll que no varia amb el temps i que es veu com un fons fix en la imatge) però els seus defensors indiquen que tenen un baix consum d'energia (la qual cosa redunda en una major autonomia de la càmera). Pel que sembla, el 'soroll' esmentat es deu al fet que els sensors CMOS convencionals tenen un amplificador per separat en cada píxel i aquests amplificadors normalment no seran uniformes per tot el xip i la desigualtat residual serà la que generi el soroll. En canvi, tots els píxels d'un CCD s'activen a través d'una etapa comuna de l'amplificador, de manera que s'evita aquest problema.
D'altra banda, els fabricants de CMOS argumenten que els sensors CCD necessiten una electrònica externa complexa que eleva el cost. A la pràctica, és possible trobar implementacions d'alta qualitat d'ambdues tecnologies.
Finalment, s'atribueix als sensors CMOS una escassa sensibilitat a la llum ultraviolada i infraroja.
Els avantatges i desavantatges depenen en part de cada dispositiu, ja que és possible trobar sensors CCD amb característiques similars als CMOS i viceversa. Tanmateix, és possible llistar les característiques típiques com segueixen:

### Prestacions
- Consum elèctric molt inferior
- Econòmic (necessita pocs components externs)
- Lectura simultània de major nombre de píxels
- El convertidor digital pot estar integrat en el mateix xip
- Escàs  Blooming  ("Smear") o inexistent
- Major flexibilitat en la lectura (Previsualització més ràpida, vídeo…)
- Els píxels poden ser exposats i llegits simultàniament
- Altres topologies possibles (el sensor Super de Fujifilm empra una construcció en forma de panell (octogonal) pels píxels)
- Diferents tipus de píxels (segons grandària i sensibilitat) combinables
- Molt alta freqüència d'imatge en comparació a un CCD de la mateixa mida
- Menor superfície receptora de la llum per píxel
- Menor uniformitat dels píxels (més soroll de patró fix-FPN)

## Aplicacions
A causa del seu baix cost, els CMOS es van començar a emprar massivament en les webcams i en les càmeres dels telèfons mòbils. No obstant això, avui dia també es fa servir en càmeres DSLR de Canon, Nikon, Pentax, Sony i Sigma, ja que no només superen als sensors CCD en lluminositat, sinó que també produeixen menys soroll. En el camp de les videocàmeres el 2005 encara es continuaven usant sensors CCD, amb l'excepció de les càmeres d'alta definició Sony HDR-HC1, HDR-HC3 i la Sony FX7 (que utilitzen 3 sensors CMOS). També es fa servir sensors CMOS en càmeres industrials.

### Mides
La mida del sensor determina la mida de la part òptica. Així, un sensor va associat a un objectiu més gran i voluminós.
Les càmeres reflex i sense mirall d'objectius intercanviables són les que fan servir els CMOS més grans.
Les càmeres compactes petites acostumen a tenir sensors petits, com ara, d'una polzada, si bé alguns models específics, com els que porten objectius de focal fixa, poden fer servir sensors més grans (APS-C).
Als mòbils, la limitació de la dimensió que poden tenir les lents de l'objectiu determina la mida màxima del sensor.
Els models i les seves característiques són:
| Sensor                                               | Dimensions                                  | Àrea           | Utilització                                                                                      |
| ---------------------------------------------------- | ------------------------------------------- | -------------- | ------------------------------------------------------------------------------------------------ |
| Sensors per càmeres DSLR d'objectius intercanviables |                                             |                |                                                                                                  |
| Sensor Full Frame                                    | 35.8 x 23.9 mm                              | 860 mm²        | Utilitzat en càmeres de gamma professional                                                       |
| Sensor APS-C                                         | 23.4 x 15.6 mm 22.2 x 14.8 mm (Canon APS-C) | 350 mm² aprox. | Utilitzat en càmeres de totes les gammes, des de la gamma d'entrada fins a la gamma professional |
| Sensor Micro 4/3                                     | 17.3 x 13.8 mm                              | 225 mm²        | Càmeres del sistema Micro 4/3, totes les gammes des de l'entrada fins a professionals            |
| Sensors per càmeres compactes                        |                                             |                |                                                                                                  |
| Sensor 1″ (1 pulgada)                                | 13.2 x 8.8 mm                               | 116 mm²        | Utilitzat en càmeres compactes de gamma media alta (compactes avançades)                         |
| Sensor 2/3″                                          | 8.8 x 6.6 mm                                | 58 mm² aprox.  | Utilizat en càmares compactes                                                                    |
| Sensor 1/1.7″                                        | 7.6 x 5.7 mm                                | 43 mm²         | Càmeres compactes i alguns telèfons mòbils                                                       |
| Sensor 1/2.3″                                        | 6.2 x 4.6 mm                                | 29 mm²         | Molt utilitzats en càmeres compactes de format petit (butxaca)                                   |
| Sensors per telèfons mòbils                          |                                             |                |                                                                                                  |
| Sensor 1/1.7″                                        | 7.6 x 5.7 mm                                | 43 mm²         | Alguns telèfons mòbils, com el Huawei P30 Pro                                                    |
| Sensor 1/2″                                          | 6.4 x 4.8 mm                                | 31 mm²         | Alguns mòbils com l'One Plus 7 Pro                                                               |
| Sensor 1/2.55″                                       | 5.7 x 4.3 mm                                | 25 mm²         | Alguns mòbils com l'iPhone 11 Pro                                                                |
| Sensor 1/3.4″                                        | 4.5 x 3.4 mm                                | 15 mm²         | Alguns mòbils i càmeres secundàries (telephoto / wide)                                           |